# Declaración de Guayaquil

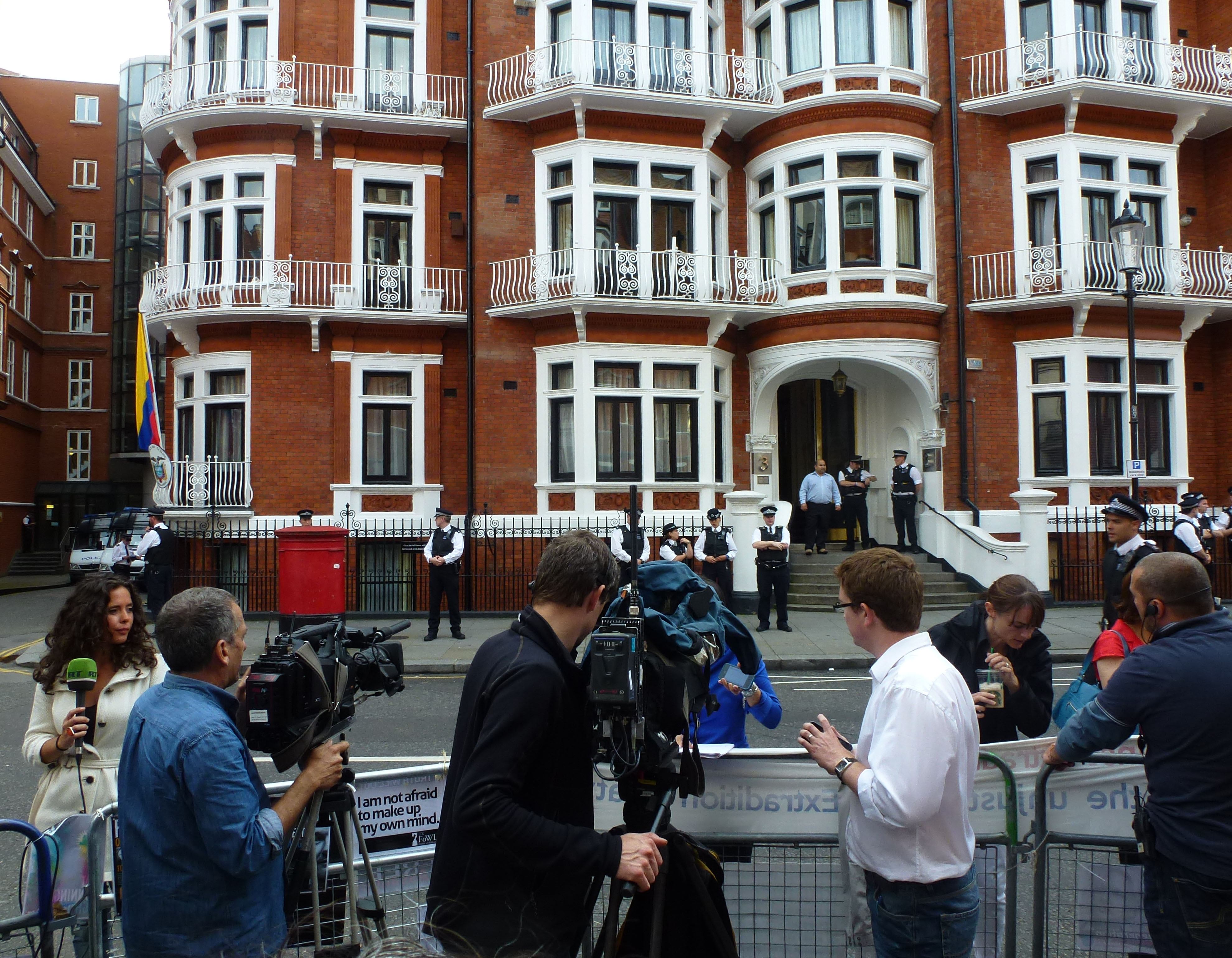
Embajada de Ecuador en Londres (un día después de la amenaza)

La declaración de Guayaquil es el acuerdo suscrito por los cancilleres de los países miembros de la UNASUR, reunidos de manera extraordinaria el 19 de agosto de 2012 en Guayaquil (Ecuador), para discutir la nota que el gobierno del Reino Unido envió a su par del Ecuador, en la cual advertía a la administración de Rafael Correa que irrumpiría en la embajada de su país, aun si su autorización, para proceder al arresto de Julian Assange amparándose en «su deber de llevar a la justicia a las personas requeridas por ésta» y citando la ley británica sobre las instalaciones diplomáticas y consulares de 1987, Diplomatic and Consular Premises Act 1987.
En el acto los estados miembros de la organización, de manera unánime y contundente expresaron su total respaldo al gobierno ecuatoriano frente a lo que denominaron una amenaza inaceptable. Antes y después de la reunión, gobiernos como el de Venezuela, mediante su ministro de relaciones exteriores, Nicolás Maduro, había expresado su total apoyo respecto a lo que consideró una inadmisible amenaza contra un pueblo hermano (haciendo referencia a Ecuador), y agregó que el gobierno de Rafael Correa actuó de manera correcta, y que el Reino Unido, con su amenaza, «rompía las reglas del juego».
La declaración, proferida por la Unión de Naciones Suramericanas, consiste en siete puntos los cuales hacen énfasis en la inviolabilidad de cualquier establecimiento diplomático, de cualquier país, en cualquier zona del mundo; el rechazo al uso de la fuerza para la comisión de cualquier medida, la solidaridad de los países miembros para con el Ecuador, y la exhortación a las partes al diálogo.

## Enlace interno
- Crisis diplomática entre Ecuador y Reino Unido en 2012